# Giovanni Francesco Pala
Giovanni Francesco Pala (Marrubiu, 17 ottobre 1928 – Cassano all'Ionio, 21 maggio 1987) è stato un vescovo cattolico e teologo italiano, noto soprattutto per le pubblicazioni di catechetica su Avvenire e L'Osservatore Romano.

## Biografia
Parroco di Sant'Elena a Quartu Sant'Elena dal 1960 al 1984.
Laureato in teologia dogmatica nel 1973, in giurisprudenza nel 1978 e in filosofia nel 1982.
Docente a Cagliari presso la Pontificia Facoltà Teologica del Sacro Cuore della Sardegna.
Esperto in catechetica, dal 1971 al 1984 organizzò per l'arcidiocesi di Cagliari l'annuale convegno di catechesi.
Il 22 febbraio 1984 fu nominato vescovo di Cassano all'Jonio. Ricevette la consacrazione episcopale il 6 maggio dello stesso anno a Quartu Sant'Elena dalle mani del cardinale Sebastiano Baggio.

## Pubblicazioni
- Valori e fini del Matrimonio nel magistero degli ultimi cinquant'anni - Editrice Fossataro (1973)
- Essenza e fini del Matrimonio nel rinnovamento promosso dal Concilio Vaticano II (1978)
- Il Matrimonio in Sardegna - Edizioni della Torre (1985)
- Assidui nell'ascolto Evangelizzazione e Catechesi - Stampato dalle Grafiche Abramo (1985)
- Matrimonio e Magistero da Pio XI a Giovanni Paolo II - Editrice Progetto 2000 (1986)

## Genealogia episcopale
La genealogia episcopale è:
- Cardinale Scipione Rebiba
- Cardinale Giulio Antonio Santori
- Cardinale Girolamo Bernerio, O.P.
- Arcivescovo Galeazzo Sanvitale
- Cardinale Ludovico Ludovisi
- Cardinale Luigi Caetani
- Cardinale Ulderico Carpegna
- Cardinale Paluzzo Paluzzi Altieri degli Albertoni
- Papa Benedetto XIII
- Papa Benedetto XIV
- Cardinale Enrico Enriquez
- Arcivescovo Manuel Quintano Bonifaz
- Cardinale Buenaventura Córdoba Espinosa de la Cerda
- Cardinale Giuseppe Maria Doria Pamphilj
- Papa Pio VIII
- Papa Pio IX
- Cardinale Alessandro Franchi
- Cardinale Giovanni Simeoni
- Cardinale Antonio Agliardi
- Cardinale Basilio Pompilj
- Cardinale Adeodato Piazza, O.C.D.
- Cardinale Sebastiano Baggio
- Vescovo Giovanni Francesco Pala